# Anne-Marcelle Kahn
Pour les articles homonymes, voir Kahn.
Anne-Marcelle Kahn, née Schrameck le 4 juin 1896 dans le 7e arrondissement de Paris et morte le 28 juin 1965 dans le 14e arrondissement de Paris, est la première femme ingénieure diplômée d'une grande école, la première, en 1917, à intégrer l'École nationale supérieure des mines de Saint-Étienne (promotion 1917-1919). Elle est la fille du ministre Abraham Schrameck. Elle est l'épouse de l'amiral Louis Kahn.

## Biographie
Anne-Marcelle Schrameck est née le 4 juin 1896 dans le 7e arrondissement de Paris dans une famille d'origine juive alsacienne. Elle est la fille du ministre de l'Intérieur Abraham Schrameck et de Marguerite Odile Bernheim (1872-1945),.

### Première femme diplômée ingénieure d'une grande école
En 1919, Anne-Marcelle Schrameck est la première femme ingénieure diplômée d'une grande école,,,. Au titre de la promotion 1917-1919, elle obtient le diplôme d’ingénieur civil des mines.
Après son admission, un vaste débat a lieu parce que les élèves doivent obligatoirement faire un stage de mineur de fond, jugé inapproprié pour une femme. Le règlement d'admission de l'École des mines de Saint-Étienne est alors modifié afin d'interdire l'admission des femmes. Pendant 50 ans (jusqu'en 1968), aucune autre femme ne sera admise comme élève-ingénieur dans une École des mines.

### Usines Kulhmann
En 1920, Anne-Marcelle Schrameck travaille un certain temps dans les usines des produits chimiques Kuhlmann (Établissements Kuhlmann), à Dieuze en Lorraine,.

### Mariage avec Louis Kahn
Le mardi 11 juillet 1922, Anne-Marcelle Schrameck épouse, à 14:30, à l'oratoire de la synagogue de la Victoire à Paris, Louis Kahn, de Brest. Elle habitait au 54, rue La Bruyère.
Elle rejoint son mari à Brest, puis Saïgon et Lorient.

### Seconde Guerre mondiale
En juillet 1940, le père de Anne-Marcelle Kahn, Abraham Schrameck vota les pleins pouvoirs au maréchal Pétain. Il est déchu de son mandat de sénateur par Pétain le 27 novembre 1941. Il fut bientôt arrêté et interné en raison de ses origines juives. Parvenant à gagner la Provence, il y resta caché jusqu’à la Libération.
Louis Kahn, évadé de France par l'Espagne, dirige de Londres, qu'il rallie le 15 février 1943, les constructions navales des Forces navales françaises libres (FNFL). Il a le grade d'ingénieur en chef. Avec le ministre de la Marine Louis Jacquinot et le vice-amiral Lemonnier, Louis Kahn est l'un des maîtres d'œuvre du renouveau de la Marine depuis Alger, conquise en novembre 1942, où il occupe le poste de directeur des constructions navales en 1943.
Anne-Marcelle Kahn raconte son propre parcours durant la Seconde Guerre mondiale dans une interview.

#### Marseille
Après l'armistice, Anne-Marcelle Kahn part avec ses deux fils, Pierre Kahn (1926-1997) et Jean Kahn (1931-2017), en zone libre, à Marseille. En novembre 1942, les Allemands envahissent la zone libre. Louis Kahn était en Angleterre. Le 24 décembre 1942 une bombe est déposée dans un des grands hôtels de Marseille. La femme du consul allemand a les deux jambes coupées et meurt quelques jours après. Les représailles commencent. Avec arrestations et déportations.
Anne-Marcelle Kahn voudrait quitter Marseille, ville devenue dangereuse. Quand les Allemands détruisent le quartier du Vieux-Port de Marseille, et avec la rafle de Marseille (22-24 janvier 1943), sa décision est prise, de quitter Marseille.

#### Grenoble
Ils vont dans les Alpes, aux environs de Grenoble. Les enfants sont dans une pension.
Anne-Marcelle Kahn reçoit un message de son mari, Je suis arrivé. Ce message d'Angleterre met du temps à lui parvenir et il signifie que Louis Kahn attend sa famille, en Angleterre. 
La Résistance lui fournit de fausses cartes d'identité. 

#### Passage des Pyrénées
Anne-Marcelle Kahn ne trouve pas de "passeur" acceptant de guider de jeunes enfants: le plus jeune fils, Jean, n'a que 10 ans, l'aîné, Pierre, 15 ans.
Elle décide de partir seule, un an plus tard, en octobre 1943, avec ses deux enfants, utilisant une boussole de Scout et des cartes d'état-major.
Ils franchissent les Pyrénées à partir de Perpignan seuls. Le passage des Pyrénées se fait en deux jours. Ils n'emportent rien avec eux, voulant se faire passer pour des touristes. Ils mettent 9 jours de Perpignan pour atteindre Casablanca, en incluant 3 jours de prison, en Espagne.

#### Casablanca, puis Alger
Anne-Marcelle Kahn et ses deux fils arrivent à Casablanca le 22 octobre 1943.
Ils vont à Alger, qu'ils quittent le 17 octobre 1944, pour retourner à Paris.

#### Mort
Anne-Marcelle Kahn meurt le 28 juin 1965, dans le 14e arrondissement de Paris, à l'âge de 69 ans.